# Zdzisław Mach
Zdzisław Mach (ur. 15 listopada 1954 w Krakowie) – polski europeista, socjolog i antropolog społeczny, profesor nauk humanistycznych. Od 2016 do 2020 roku dziekan Wydziału Studiów Międzynarodowych i Politycznych UJ. Specjalności naukowe: antropologia społeczna, europeistyka, socjologia kultury, narodu i stosunków etnicznych.

## Edukacja
W 1978 ukończył studia wyższe z zakresu socjologii na Uniwersytecie Jagiellońskim. Rozprawę doktorską pt. Kultura i osobowość w amerykańskiej antropologii kulturowej, przygotowaną pod kierunkiem Andrzeja Palucha, obronił w 1985 roku na Wydziale Filozoficzno-Historycznym UJ. W 1990 roku przedstawił na tym samym wydziale rozprawę habilitacyjną pt. Symbols, Conflict and Identity. W roku 1992 uzyskał tytuł naukowy profesora.
Był kierownikiem Katedry Europeistyki, a później dyrektorem (do 2012) Instytutu Europeistyki Uniwersytetu Jagiellońskiego. W latach 1991–1994 był dyrektorem Instytutu Socjologii Uniwersytetu Jagiellońskiego, a w latach 1993–1999 dziekanem Wydziału Filozoficznego Uniwersytetu Jagiellońskiego. W latach 2012–2016 pełnił funkcję pełnomocnika rektora UJ do spraw współpracy międzynarodowej. W latach 2016–2020 był dziekanem Wydziału Studiów Międzynarodowych i Politycznych UJ.

## Odznaczenia
W 2003 roku odznaczony austriackim Ehrenkreuz für Wissenschaft und Kunst (Austriacki Krzyż Honorowy Nauki i Sztuki).
Odznaczony Złotym Medalem za Zasługi dla Obronności Kraju.
W 2014 odznaczony Krzyżem Kawalerskim Orderu Odrodzenia Polski za wybitne zasługi dla rozwoju i umacniania integracji europejskiej, za szczególne osiągnięcia w działalności państwowej i społecznej.

## Visiting professor
Był profesorem wizytującym na następujących uczelniach:
- Universite Montpellier III Paul Valery,
- University of Exeter,
- University College Dublin,
- University of Chicago,
- Oxford University,
- Universiteit van Amsterdam,
- Fellow of The Netherlands Institute for Advanced Study,
- American Council of Learned Societies,
- The University of Edinburgh,
- St. John’s College, Oksford

## Najważniejsze publikacje

### Książki
- Kultura i osobowość w antropologii amerykańskiej, PWN, Warszawa 1989.
- Symbols, Conflict and Identity: Essays in Political Anthropology, SUNY Press, Albany 1993.
- European Enlargement and Identity, Universitas, Kraków 1997 (red., wraz z Dariuszem Niedźwiedzkim).
- Niechciane miasta. Migracja i tożsamość społeczna, Universitas, Kraków 1998.
- Collective Identity and Democracy: The Impact of EU Enlargement (Arena Report No 4/10), Oslo 2010 (wraz z Magdaleną Górą i Katarzyną Zielińską).
- Hereditas Mercaturae, Instytut Multimedialny, Kraków 2012 (red., wraz z Pawłem Czubikiem)

### Artykuły
- Multicultural heritage, remembering, forgetting, and the construction of identity [w:] S. Schroeder-Esch and J. H. Ulbricht (red.) The Politics of Heritage and regional Development Strategies – actors, interests, conflicts. Hermes-Project, vol. 2, 2006: 27–32.
- Constructing identities in a post-communist society: ethnic, national, and European [w:] D. Bryceson, J. Okely and J. Webber (red.) Identity and Networks. Oxford: Berghahn, 2007: 54–72.
- The Roman Catholic Church in Poland and the Dynamics of Social Identity in Polish Society [w:] L. Faltin and M. J. Wright (red.) The Religious Roots of Contemporary European Identity, London and New York, Continuum 2007: 117–133.
- Multiculturalism: a failed Project? [w:] Captive Mind Revisited, Kraków Villa Decius, 2008.
- Reconstituting democracy in Europe and constituting the European demos? (z M. Góra i H-J. Trenz), [w:] E. O. Eriksen and J. E. Fossum (red.) Recon. Theory and Practice, Arena Report No 2/09, Oslo 2009: 273–305.
- Poland’s National Memory of the Holocaust and Its Identity in an Expended Europe [w:] J. Ambrosewicz-Jacobs (red.), The Holocaust. Voices of Scholars, Austeria, Kraków 2009: 61–70.
- Social Dimension of the Constitutional Treaty: European Identity and Citizenship [w:] Z. Maciąg (red.) European Constitution and National Constitutions, Kraków: Kraków Society for Education, 2009: 235–238.
- Between old Fears and New Challenges. The Polish Debate on Europe [w:] K. Nicolaidis, and J. Lacroix (red.), European Stories. How National Intellectuals Debate Europe, Oxford: Oxford University Press 2010: 221–240 (z M. Góra).
- Identity formation, democracy, and European integration [w:] M. Góra i Z. Mach, Collective Identity and Democracy. The Impact of EU Enlargement. Arena report No 4/10, Oslo 2010: 7–27. (z M. Góra)
- Ludwik Gumplowicz [w:] W. Kozub-Ciembroniewicz (red.), Academics of Jewish Heritage in the Modern History of the Jagiellonian University, Kraków: Jagiellonian University Press, 2014: 125–132.
- Pamięć o Zagładzie i problemy tożsamości Polaków [w:] jjksn Znak, no.708, May 2014: 123–124.
- The Polish National Identity [w:] M. Mazur-Rafał i M. Szarota (red.) Poland on the Move, Humanity in Action, Warsaw, 2014: 40–50.
- Społeczne konstruowanie przestrzeni i dziedzictwa kulturowego w kontekście przemian tożsamości zbiorowej [w:] H. Dumin (red.) Przestrzeń utracona, przestrzeń pozyskana, Muzeum Karkonoskie w Jeleniej Górze, 2015: 15–23.